# Victor Velculescu
 (septembre 2021).
Victor E. Velculescu, né le 16 août 1970 à Bucarest (Roumanie), est professeur d'oncologie et codirecteur de la biologie du cancer à la faculté de médecine de l'Université Johns Hopkins ,. Il est internationalement connu pour ses découvertes en génomique et en recherche sur le cancer.

## Jeunesse et éducation
Velculescu est né à Bucarest, en Roumanie. Il a déménagé avec sa famille à Westlake Village, en Californie, à l'âge de sept ans. Il a commencé la recherche en biologie moléculaire en tant qu'étudiant de premier cycle à l'Université de Stanford, où il a obtenu son diplôme avec mention et distinction en sciences biologiques en 1992. Velculescu a obtenu un doctorat en génétique humaine et biologie moléculaire. Il a ensuite continué ses études à la Johns Hopkins School of Medicine où il reste membre du corps professoral.
Il est marié à Delia Velculescu, économiste et ancienne chef de mission du FMI en Grèce .

## Recherche
Velculescu et les membres de son groupe de recherche ont mis au point des approches pour découvrir des altérations moléculaires dans le cancer humain et appliquer ces découvertes pour améliorer le diagnostic et le traitement du cancer.
En 1995, Velculescu a développé SAGE (analyse en série de l'expression des gènes), une technologie d'expression des gènes pour mesurer quantitativement l'activité des gènes. L'approche SAGE a fourni certaines des premières informations sur les modèles d'expression génique dans les cellules eucaryotes et l'identification des modèles d'expression des gènes dans le cancer humain. Ces études ont conduit Velculescu à inventer le terme transcriptome dans un article de 1997 pour décrire les modèles complets d'expression des gènes qui pourraient maintenant être analysés. SAGE a contribué au développement de méthodes de séquençage de nouvelle génération utilisées pour les analyses d'expression à l'échelle du génome.
Au début des années 2000, Velculescu et les membres de son laboratoire ont mis au point de nouvelles technologies pour caractériser le génome du cancer. Ceux-ci comprenaient le caryotypage numérique, qui permet une caractérisation quantitative des amplifications et des suppressions au niveau de l'ADN. Cette approche a fourni la méthodologie sous-jacente aux analyses de séquençage de nouvelle génération pour détecter les anomalies chromosomiques dans le cancer humain ainsi que dans les tests génétiques prénatals,.
Parallèlement, Velculescu a été l'un des premiers développeurs de méthodes de séquençage à haut débit du cancer humain, que son groupe a utilisées pour identifier le gène PIK3CA comme l'un des gènes du cancer les plus mutés.
À partir de 2005, Velculescu a étendu ces approches et, avec Bert Vogelstein, Ken Kinzler et d'autres collègues de Johns Hopkins, a effectué la première analyse de séquence du génome codant dans les cancers humains, notamment les cancers du sein, colorectal, cérébral et pancréatique,,,,. Son groupe a également dirigé les efforts visant à séquencer le premier génome d'une tumeur pédiatrique pour le médulloblastome, . Ces études ont défini les paysages génomiques des cancers humains et identifié des altérations dans une variété de gènes et de voies jusqu'alors inconnues pour être impliquées dans la tumorigenèse, y compris les gènes IDH1 et IDH2 dans les gliomes  et les gènes modificateurs de la chromatine MLL2 / 3 et ARID1 dans médulloblastomes, neuroblastomes et autres types de tumeurs,,.
En 2010, Velculescu et son équipe ont développé la technologie PARE (personalized analysis of rearranged ends) qui peut aider à détecter les biomarqueurs tumoraux génomiques circulant dans le sang pour permettre le suivi et le traitement personnalisé du cancer humain. En utilisant cette approche, son laboratoire a effectué la première analyse du génome entier détectant des altérations chromosomiques dans le sang de patients atteints de cancer.

## Médecine translationnelle
Velculescu a cofondé la société de génomique du cancer Personal Genome Diagnostics (PGDx) en 2010 pour proposer des analyses individualisées du génome du cancer aux patients, médecins, chercheurs et développeurs de médicaments. PGDx a été le premier laboratoire clinique à fournir un séquençage de l'exome entier pour les patients atteints de cancer en 2011.

## Prix et récompenses
- Lauréat du Grand Prix Amersham/Pharmacia & Science Young Scientist Prize (1999) [4]
- « Dix jeunes scientifiques brillants de l'année » de Popular Science (2003) [23]
- Prix Pew Scholar de The Pew Charitable Trusts (2004) [24]
- Sir William Osler Young Investigator Award du Interurban Clinical Club (2006) [25]
- Prix du jeune chercheur de l'Association européenne de recherche sur le cancer et de cancérogenèse (2008) [26]
- Le prix AACR pour réalisations exceptionnelles dans la recherche sur le cancer (2009) [27]
- Prix Judson Daland pour ses réalisations exceptionnelles en recherche clinique axée sur le patient (2007) [28]
- Le prix Paul Marks pour la recherche sur le cancer (2011) [29]
- Prix scientifique de l'équipe AACR pour la recherche sur le cancer du pancréas (2013) [30]
- Prix scientifique de l'équipe AACR pour la recherche sur les tumeurs cérébrales malignes (2014) [30]